# Laderdinger Alm
Die Laderdinger Alm ist eine Alm in der Marktgemeinde Bad Hofgastein im österreichischen Bundesland Salzburg.

## Lage und Charakteristik
Die Laderdinger Alm liegt an den nordwestlichen Hängen des Geißkarkopfs in der Ankogelgruppe. Sie gehört zur Ortschaft Laderding und zur Katastralgemeinde Harbach. Das Gelände fällt Richtung Norden zum Kampbach ab, einem rechtsseitigen Nebenbach der Gasteiner Ache. Südöstlich der Alm wächst ein Grünerlen-Buschwald. Rund um das Areal erstrecken sich mehrere Gamswild-Ruhezonen, die von 1. Dezember bis 31. Mai nicht betreten werden dürfen.
Auf der Laderdinger Alm wird im Sommer nach wie vor Vieh gehalten. Es gibt eine Stempelstelle für Wandernadeln des Österreichischen Alpenvereins.

## Geschichte
Im von 1823 bis 1830 erstellten Franziszeischen Kataster ist die Alm als Laderdingeralpe mit zehn Einzelgebäuden verzeichnet.